# Aiolopus thalassinus
Espèce
Synonymes
- Aiolopus acutus Uvarov, 1953
- Epacromia angustifemur  Ghiliani, 1869
- Gryllus flavovirens  Fischer von Waldheim, 1846

Aiolopus thalassinus, l'Œdipode émeraudine, est une espèce de criquets appartenant à la famille des Acrididés. Il est présent dans de nombreux pays d'Europe (sauf les îles Britanniques et la Scandinavie) et dans l'écozone afrotropicale jusqu'en Asie et aux îles du Pacifique.